# دورة انتقال حرج
دورة الانتقال الحرج هي دورة ديناميكا حرارية حيث يحدث لمائع التشغيل أن يمر بكلا حالتي الضغط الحرج ودرجة الحرارة الحرجة بحيث يكون قبلها في حين وبعدها في حينٍ آخر.
وهذه عادة ما تكون مرتطبة بغاز ثاني أكسيد الكربون CO2 عندما يكون هو لمائع التشغيل.
ودورة الانتقال الحرج الحديثة طُورت في فترة 1988-1991 بواسطة العالم جوستاف لورنتزن (1915-1995) وبمشاركة فريقه.